# Malwatta
Malwatta és una població de la Província Oriental (Sri Lanka). El governador holandès Falck va morir el 5 de febrer de 1785 a la seva residència de Malwatta, després d'una curta malaltia.